# Tynia Gaither
Tynia Gaither (ur. 16 marca 1993) – bahamska lekkoatletka specjalizująca się w biegach sprinterskich.
W 2010 startowała na igrzyskach olimpijskich młodzieży, na których zdobyła srebro w biegu na 200 metrów oraz stanęła na najwyższym stopniu podium w sztafecie szwedzkiej.
Medalistka CARIFTA Games oraz mistrzostw NCAA.

## Osiągnięcia
| Rok  | Impreza                        | Miejsce        | Konkurencja        | Lokata     | Wynik   |
| ---- | ------------------------------ | -------------- | ------------------ | ---------- | ------- |
| 2010 | Mistrzostwa świata juniorów    | Moncton        | bieg na 200 m      | półfinał   | 24,48   |
| 2010 | Mistrzostwa świata juniorów    | Moncton        | sztafeta 4 × 100 m | eliminacje | 45,45   |
| 2010 | Igrzyska olimpijskie młodzieży | Singapur       | bieg na 200 m      | 2. miejsce | 23,68   |
| 2010 | Igrzyska olimpijskie młodzieży | Singapur       | sztafeta szwedzka  | 1. miejsce | 2:05,62 |
| 2016 | Halowe mistrzostwa świata      | Portland       | bieg na 60 m       | eliminacje | 7,41    |
| 2016 | Igrzyska olimpijskie           | Rio de Janeiro | bieg na 100 m      | eliminacje | 11,56   |
| 2016 | Igrzyska olimpijskie           | Rio de Janeiro | bieg na 200 m      | półfinał   | 23,45   |
| 2017 | IAAF World Relays              | Nassau         | sztafeta 4 × 100 m | 6. miejsce | 44,01   |
| 2017 | Mistrzostwa świata             | Londyn         | bieg na 200 m      | 8. miejsce | 23,07   |
| 2017 | Mistrzostwa świata             | Londyn         | sztafeta 4 × 100 m | eliminacje | DNF     |
| 2018 | Mistrzostwa NACAC              | Toronto        | bieg na 200 m      | 6. miejsce | 23,41   |
| 2019 | Igrzyska panamerykańskie       | Lima           | bieg na 100 m      | 3. miejsce | 22,76   |
| 2019 | Igrzyska panamerykańskie       | Lima           | sztafeta 4 × 100 m | –          | DNF     |
| 2019 | Mistrzostwa świata             | Doha           | bieg na 100 m      | półfinał   | 11,20   |
| 2019 | Mistrzostwa świata             | Doha           | bieg na 200 m      | 8. miejsce | 22,90   |
| 2021 | Igrzyska olimpijskie           | Tokio          | bieg na 100 m      | półfinał   | 11,31   |
| 2022 | Mistrzostwa świata             | Eugene         | bieg na 100 m      | półfinał   | DQ      |
| 2022 | Mistrzostwa świata             | Eugene         | bieg na 200 m      | półfinał   | 22,41   |
| 2022 | Igrzyska Wspólnoty Narodów     | Birmingham     | bieg na 100 m      | 7. miejsce | 11,23   |
| 2022 | Mistrzostwa NACAC              | Freeport       | bieg na 200 m      | 2. miejsce | 22,41   |
| 2022 | Mistrzostwa NACAC              | Freeport       | sztafeta 4 × 100 m | 2. miejsce | 43,34   |

## Rekordy życiowe
- Bieg na 60 metrów (hala) – 7,23 (2015)
- Bieg na 100 metrów – 11,02 (2021)
- Bieg na 200 metrów (stadion) – 22,41 (2022)
- Bieg na 200 metrów (hala) – 23,11 (2016)